# Egstok
Egstok, Ekstok (dansk) eller Eckstock (tysk) er en landsby beliggende vest for sognebyen Fjolde ved åen af samme navn på midtsletten i Sydslesvig. Administrativt hører landsbyen under Fjolde kommune i Nordfrislands kreds i den nordtyske delstat Slesvig-Holsten. I kirkelig henseende hører Egstok til Fjolde Sogn. Sognet lå i Nørre Gøs Herred (indtil 1785: Flensborg Amt, derefter: Bredsted Amt, Sønderjylland), da området tilhørte Danmark. 
Egstok er første gang nævnt 1478. Efterleddet -stok betyder træblok eller træstub. Navnet beskriver altså en egn, hvor der findes eller fandtes ege-stubbe som levninger af gamle skove. Ifølge Bjerrum henviser navnet til en egeplanke over vandløb. Landsbyer i omegnen er Bokslund, Kragelund, Spinkebøl og Nordsted. 